# Banja Luka
Banja Luka (uttal (fil) serbisk kyrilliska: Бања Лука) är den näst största staden i Bosnien och Hercegovina (efter huvudstaden Sarajevo) .
Staden med omgivningar har omkring 250 000 invånare. Floden Vrbas rinner genom Banja Luka och är en av de största floderna i Bosnien och Hercegovina. Staden är välkänd i landet, precis som den var i övriga forna Jugoslavien, för sina frodiga grönområden.

## Etymologi
Namnet Banja Luka nämns för första gången i ett dokument från 6 februari 1494, av Ladislaus II av Ungern och Böhmen. Namnet tolkas som "Bans äng", från orden 'ban' (titel för en medeltida dignitär) och 'luka' ('äng nära vatten').

## Historia
Platsen där Banja Luka är belägen har varit befolkad sedan antiken men är omnämnd under sitt nuvarande namn för första gången i ett dokument från kungen Vladislav II av Böhmen och Ungern. En av Romerska rikets vägar mellan Illyricum och Pannonien gick genom Banja Luka: vägen från Salona till Servitium. En sevärdhet i Banja Luka är fortet Kastel, osmanernas gamla fort. Det vilar på grunderna av det gamla romerska fortet som en gång låg där. Banja Lukas forna namn under romarna var för övrigt Castra. Banja Luka anses ha grundats i stadsdelen Gornji Šeher, någon kilometer uppströms Vrbas, räknat från stadens centrum. I Gornji Šeher finns flera varma bad, s.k. "Banje" (pluralis). De varma baden i Šeher anses ha anor från romerska tiden. I Šeher finns flera sevärdheter. På Vrbas vänstra sida i Šeher finns bl.a. en gammal romersk vattenkälla. 
Under osmanernas välde blev Banja Luka en viktig militär utpost mot Österrike-Ungern, då en del av invånarna konverterade till islam från kristendomen, judendomen och bogomiler. Under den osmanska ockupationen uppfördes flera kända byggnader i staden. Under det ottomanska styret i Bosnien var Banja Luka säte för bosniska pashaluk. Den mest framträdande paschan var Ferhat-pasa Sokolović, som regerade mellan 1566 och 1574. Som sin bror, storvisiren Mehmed-pascha Sokolović, hade Ferhat blivit bortförd, islamiserats och därefter rekryterats till ottomansk tjänst. Serbisk-ortodoxa patriarken av Peć, Makarije Sokolović, utsedd av Mehmet Pasha, som med stöd av sultanen hade återupplivat Peć patriarkat, var en nära släkting.
Ferhat Pascha var en av de främsta grundarna av det som i Banja Luka blev en stadskärna under det ottomanska styret. Han byggde över 200 hus som sträcker sig från olika hantverksinstitutioner och butiker, vetelager, bad och moskéer. Bland hans viktigare konstruktioner var Ferhadija och Arnaudija moskéer. Den förra restes, enligt traditionen, med pengar från den österrikiska Salzburgfamilj som hade betalat för att köpa tillbaka Herbard von Auerspergs huvud. Herbard von Auersperg halshöggs av Ferhat Beg efter hans seger i kroatiska Budačka år 1575, som lösen för frisläppande av Herbard son, Wolf Engelbrecht von Salzburg, som hade tagits tillfånga i samma strid. [7] Under byggandet av moskéer anlades en VVS-infrastruktur som tjänade de omgivande bostadsområden. Allt detta stimulerade den ekonomiska utvecklingen i Banja Luka, som snart blev en av de ledande kommersiella och politiska städerna i Bosnien.
Efter Österrikes ockupation (1878) och annektering (1908) av Bosnien-Hercegovina fick Banja Luka en modern stadsplan, den nuvarande. Flera viktiga byggnader tillkom. Av dessa står många kvar. Huvudgatan "Herrengasse", som bytte namn till "Gospodska ulica" som den kallas i folkmun, tillkom då. Det främsta arvet efter österrikarna är dock stadens alla lummiga alléer och parker.

## Banja Luka under 1900-talet

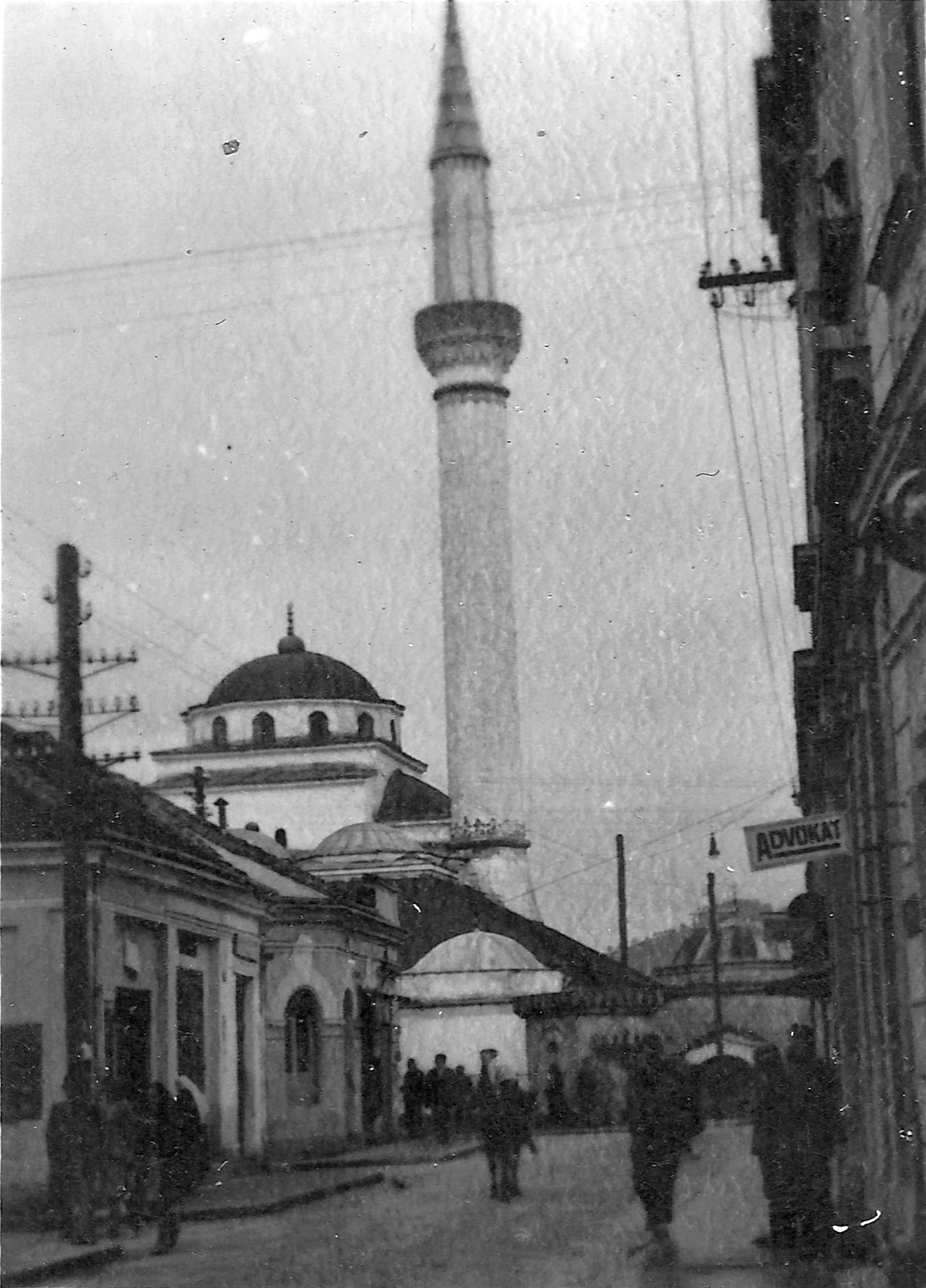
Ferhadija-moskén fotograferad 1941 under Nazitysklands ockupation.

Efter första världskriget kom Banja Luka att tillhöra Jugoslavien. Efter andra världskriget påbörjades en kraftig industrialisering av Banja Luka.. Det mest synliga exemplet från den tiden är pappersmassafabriken "Incel", vars höga skorsten fortfarande syns över Banja Luka.
Under andra världskriget var Banja Luka ockuperat av den kroatiska fascistiska Ustaša-regimen. De flesta av Banja Lukas serbiska och sefardiska judiska familjer deporterades till närliggande kroatiska koncentrationsläger, som Jasenovac och Stara Gradiska. Den 7 februari 1942 kom Ustašastyrkorna, ledda av den kroatiske franciskanermunken Miroslav Filipovic (alias Tomislav Filipović-Majstorović), och dödade mer än 2300 serber (bland dem 500 barn) [8] i Drakulic, Motike och Šargovac (som ingår i Banja Luka kommun). Stadens ortodoxa kyrka var helt raserad av Ustaša. Staden befriades slutligen den 22 april 1945. Då hade man fått veta att södra stadsdelen hade hjälpt över 500 serbiska och judiska familjer att gömma sig under krigen. Banja Luka var hem för många av andra världskrigets hjältar, till exempel syskonen Vahida och Osman Maglajlić. Sjuksköterskeskolan i Banja Luka bar deras namn, men under kriget i Bosnien hade det ändrats av de bosnienserbiska myndigheterna, som en del av den starka nationalismen i det krigshärjade Bosnien och Hercegovina.

### Bosnienkriget
Banja Luka blev inte utsatt för förstörelse under Bosnienkriget på 1990-talet. Dock raserades alla stadens moskéer och romersk-katolska kyrkor. De flesta av Banja Lukas kroater och bosniaker fördrevs eller valde att fly, då en del utsattes för svåra övergrepp eller mördades av den serbiska militären. Banja Luka tog också emot tiotusentals serbiska flyktingar, som i sin tur hade lämnat områden med kroatisk och bosniakisk (bosnienmuslimsk) majoritet. Serberna är i dag[när?] i stor majoritet i Banja Luka.
Banja Luka ansågs en gång vara en av Bosniens vackraste städer, men efter en jordbävning 1969, moderniseringen under kommunistregimen samt kriget på 1990-talet saknas nu många tidigare sevärdheter.

## Sport
- Boxning: BK Slavija
- Fotboll: FK Borac Banja Luka
- Handboll: RK Borac Banja Luka
- Volleyboll: UOK Banjaluka Volley

## Galleri

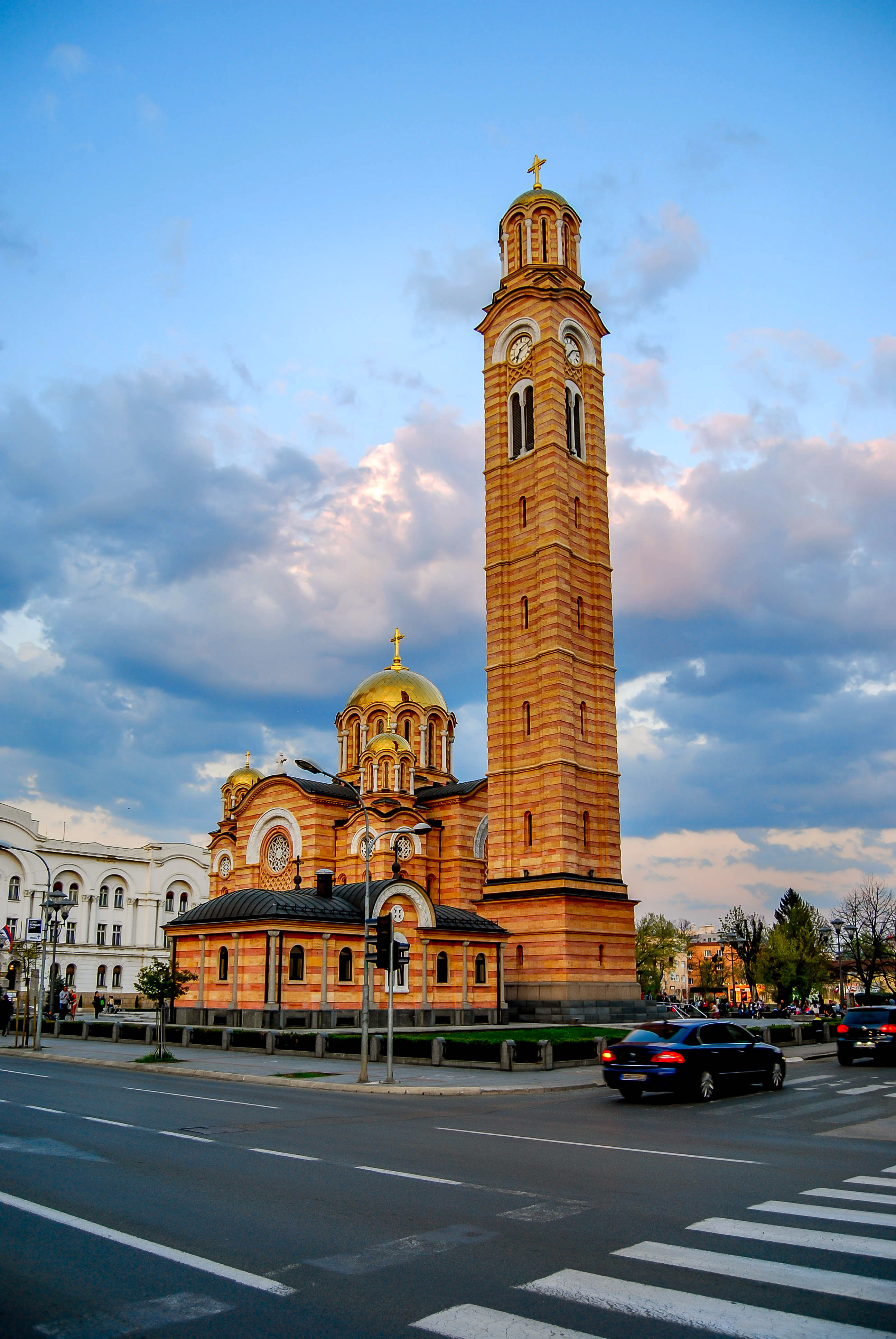
Kristus Frälsarens katedral.
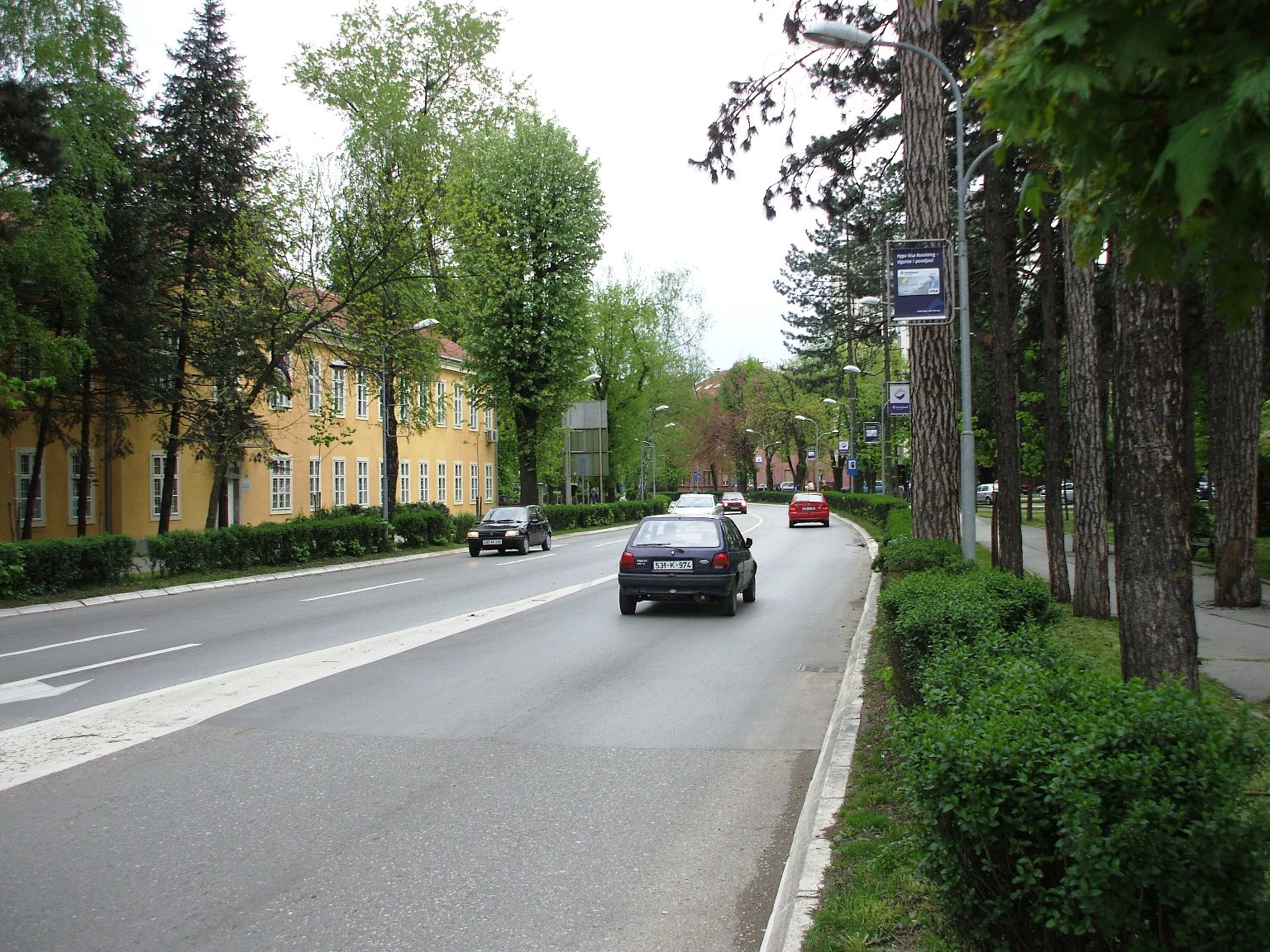
Sankt Savas gata.
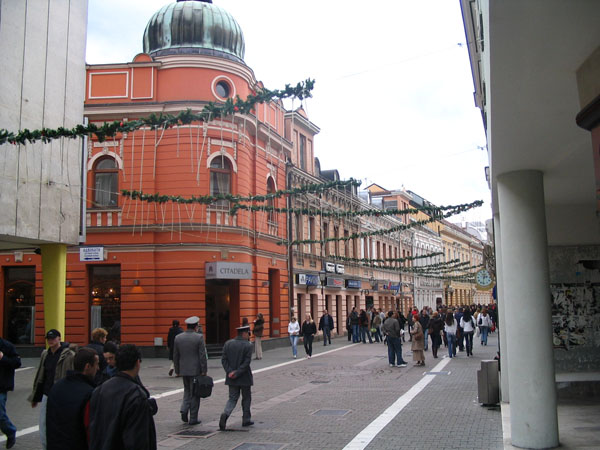
Gospodska ulica - en populär gågata i Banja Luka.
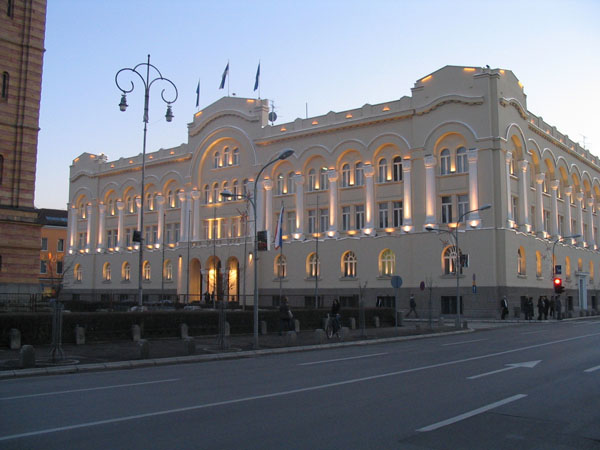
Dom Kulture.
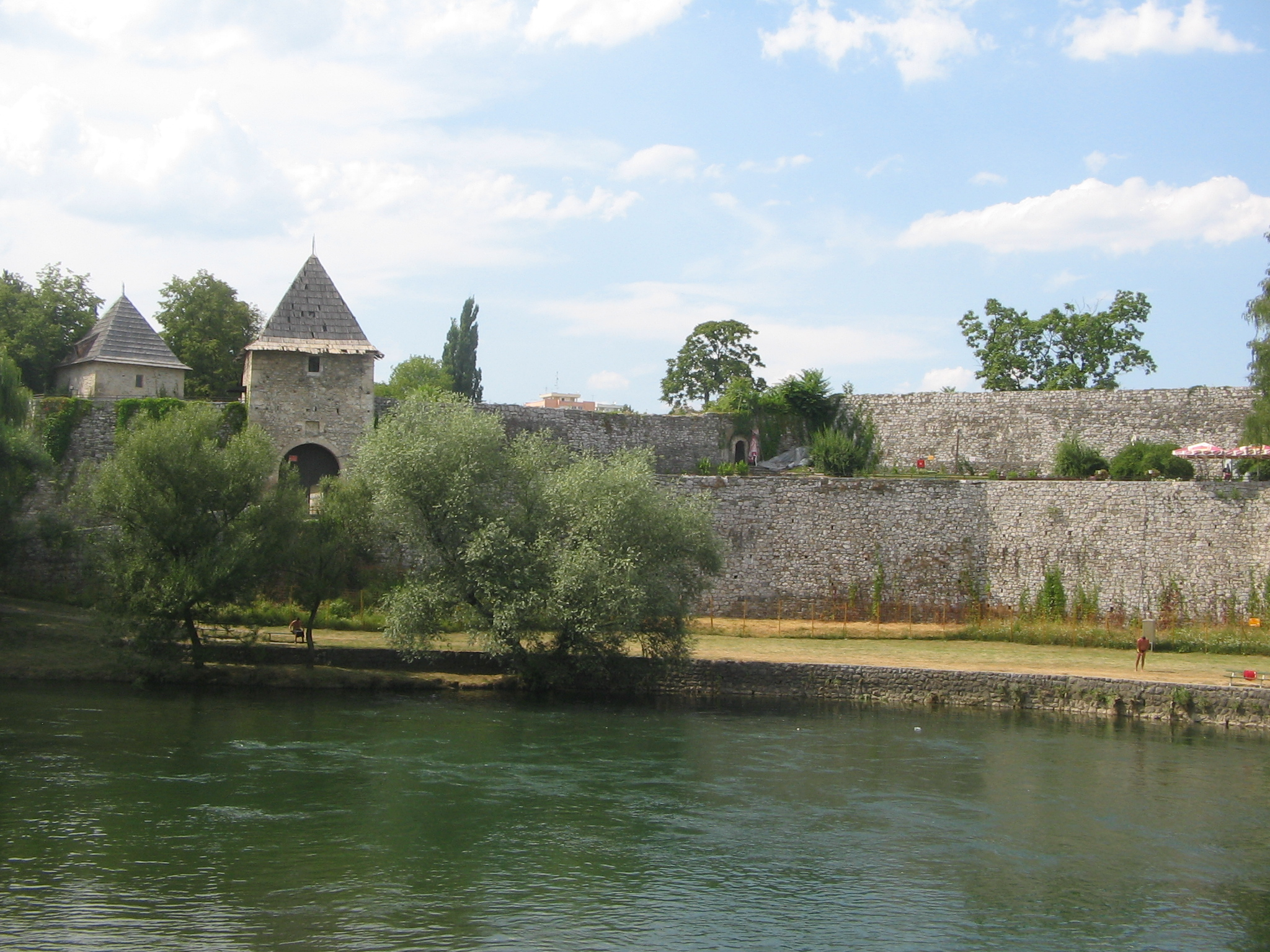
Tvrđava Kastel - medeltida fort vid floden Vrbas.
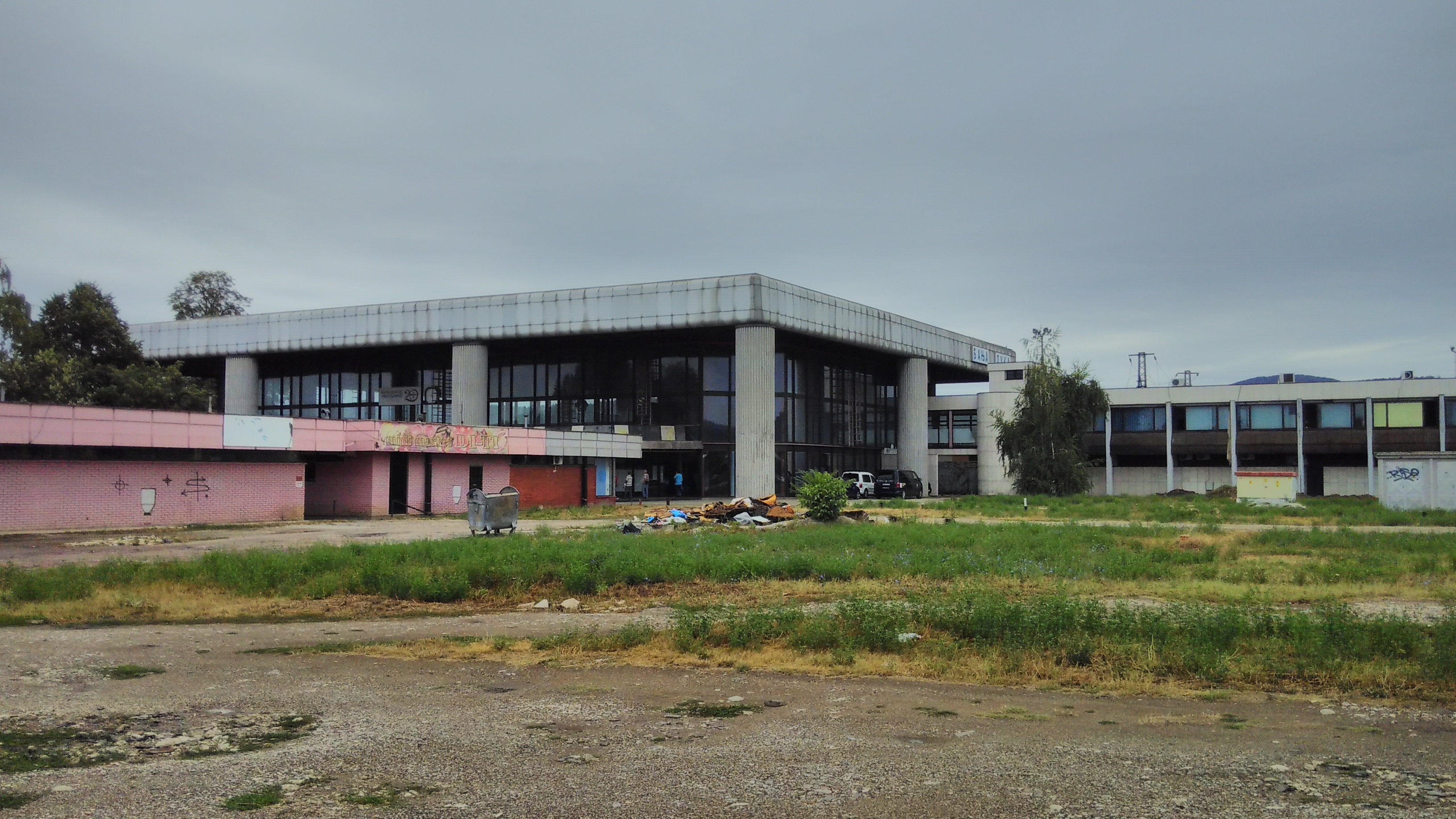
Järnvägsstationen i Banja Luka sedd från bussterminalen.
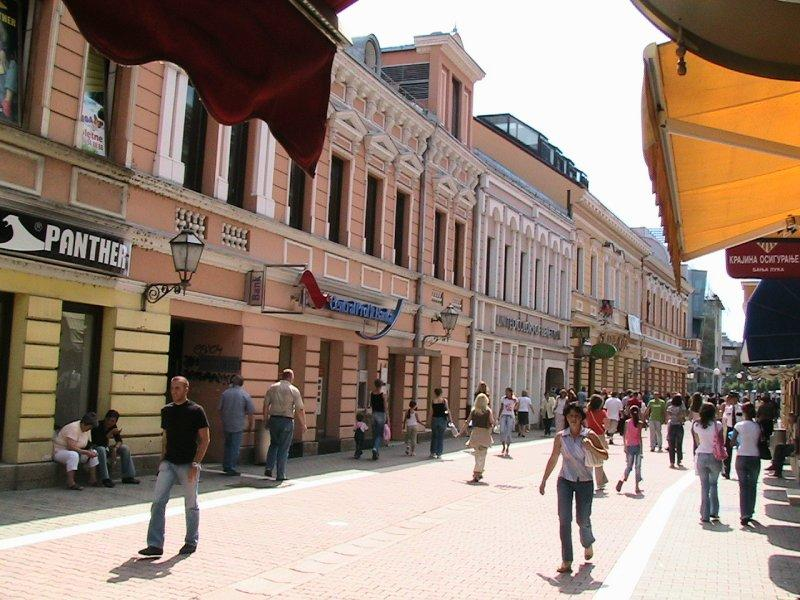
Gågata i centrala Banja Luka.